# Salon de 1857

Salon de 1857 est un ouvrage de critique artistique de Jules Verne. 

## Historique
Longtemps totalement inconnu, l'ouvrage est redécouvert en 2006 par William Butcher. Jamais Jules Verne n'en fait mention dans toute sa carrière d'écrivain. 
Il paraît pour la première fois dans la Revue des beaux-arts à partir du 15 mars jusqu’au 15 septembre 1857. Dans le même volume, Verne édite un autre texte de 600 mots intitulé Portraits d'artistes : XVIII dont le sujet est son ami Victor Massé. 
Il est réédité en 2008 chez Acadien dans une version commentée et annotée par William Butcher ainsi que par Volker Dehs dans une version uniquement sur internet.

## Description
Il s'agit d'un rapport sur les œuvres exposées lors du salon de 1857. William Butcher écrit : « Le style de l'apprenti critique est fluide, intelligent et agréable à lire ». Verne, sur 2 700 artistes présents au Salon, en sélectionne 300 à commenter et 500 de leurs tableaux. Il analyse ainsi chaque œuvre. 
Le texte d'origine est publié sans illustration sur deux colonnes. 

### Liste des artistes étudiés par Verne
- Charles-Louis Müller
- Horace Vernet
- Isidore Pils
- Félix Ziem
- Paul Baudry
- Édouard Dubufe
- Ernest Meissonier
- François-Xavier Winterhalter
- Jean-Louis Hamon
- Joseph-Désiré Court
- Jules Richomme
- Pierre-Charles Comte
- Jean-Léon Gérome
- Edmond Hédouin
- Jules-Adolphe Breton
- Charles Landelle
- Philippe Rousseau
- Théodore Rousseau
- Victor Chavet
- Jean-Baptiste Van Moer
- Charles-Louis Mozin
- Eugène Giraud
- Gustave Rodolphe Boulanger
- Le Poittevin
- Louis Coignard
- Louis Français
- Frédéric Bourgeois de Mercey
- Louis Rémy Desjobert
- Émile Lambinet
- Charles-François Daubigny
- Félix Jobbé-Duval
- Eugène Ernest Hillemacher
- Alexis-Joseph Mazerolle
- Eugène-Louis Charpentier
- Auguste Gendron
- Charles Monginot
- Joseph Stevens
- Ernest Hébert
- Florent Willems
- Louis Noël Duveau
- Évariste Vital Luminais
- Alfred Stevens
- François-Léon Benouville
- Charles Fortin
- Léon Belly
- Pierre-Édouard Frère
- Léon-Charles Flahaut
- Adolphe Leleux
- Auguste Anastasi
- Auguste-Barthélemy Glaize
- Charles-François Jalabert
- Octave Penguilly L'Haridon
- Eugène Fromentin
- Charles Émile Vacher de Tournemine
- Sébastien-Charles Giraud
- Jean-François Millet
- Camille Flers
- Louis Cabat
- Camille Corot
- Charles Le Roux
- Alexandre Cabanel
- Ivan Aïvazovski
- Charles Verlat
- Gustave Courbet
- Philippe Auguste Jeanron
- Pierre-Justin Ouvrié
- Amédée Ternante-Lemaire
- Charles Joshua Chaplin
- Célestin Nanteuil
- Paul-Jean Flandrin
- Adolphe Yvon
- Hippolyte Bellangé
- Paul-Alexandre Protais
- Jean-Adolphe de Beaucé
- Louis-Godefroy Jadin
- Henriette Browne
- Lucile Doux
- Henri-Pierre Picou
- Edmond-Georges Guet
- Jérôme Cartellier
- Hortense Céline Rousselin-Corbeau de Saint-Albin
- Adrien Dauzats
- Dominique-Antoine Magaud
- Ernest-Antony Guillaume
- Eugène Goyet
- Léopold Tabar
- Baudry
- Alexandre Marie Guillemin
- Paul Alfred de Curzon
- Ferdinand Heilbuth
- Louis-Eugène Lambert
- Robert-Fleury
- Maurice Sand
- Giuseppe Palizzi
- Édouard Moyse
- Jules Noël
- François-Henri Nazon
- Nicolas Auguste Galimard
- Modeste Carlier
- Anatole de Beaulieu
- Peter Rudolf Karl Herbsthoffer
- Herman Frederik Carel ten Kate
- Félix Haffner
- Édouard Hamman
- Ludwig Knaus
- Yan' Dargent
- François Blin
- Charles Adolphe Bonnegrace
- Jules-Jacques Veyrassat
- François Bonvin
- Célestin Leroux
- Ambroise Louis Garneray
- Félix Joseph Barrias
- Antoine-Rambert Dumarest
- Louis Boulanger
- Antoine-Émile Plassan
- Henri Frédéric Schopin
- Pierre-Émile Gigaux de Grandpré
- Auguste Mathieu
- Adolphe Henri Dubasty
- Paul-Pierre Hamon
- Gustav Richter
- Henri comte de Montpezat
- Charles Ronot
- Gustave Doré
- Édouard-Alexandre Saïn
- Adrienne Marie Louise Abel de Pujol
- Louis Auguste Auguin
- Arthur de Saint-Genys
- Louis Auguste Lapito
- Georges Washington
- Edme Adolphe Fontaine
- Sophie Vincent-Calbris
- Pierre-Antoine Labouchère
- Louis Galetti
- François-Auguste Biard
- Victor Papeleu
- Alexis Daligé de Fontenay
- Marguerite-Zéolide Lecran
- Jean-Baptiste Henri Durand-Brager
- Adolphe Paul Émile Balfourier
- Jean Pierre Alexandre Antigna
- Hubert Potier
- Jules-Joseph Meynier
- Henri-Gustave Saltzmann
- Rudolf Henneberg
- Pierre-Auguste Pichon
- Charles Porion
- Michel Dumas
- Gustave-Henri Colin
- François Dubois
- Léon-Auguste Michelet
- Charles Doërr
- Alfred-Charles Foulongne
- Michel-Philibert Genod
- Hector Hanoteau
- Amédée Guérard
- Auguste-Henry Berthoud
- Narcisse Salières
- Louis-Gabriel Bourbon-Leblanc
- Édouard Gérard
- Bernard-Charles Chiapory
- Jean-Baptiste Auguste Leloir
- Léonie Lescuyer
- Antoine Léon Morel-Fatio
- Victor-Marie Roussin
- Johan Fredrik Höckert
- Eugène Devéria
- Jules Hintz
- Louis Leroy
- Ignacio Merino
- Émile Boniface
- Théodore Mozin
- Auguste-Henry Berthoud
- Jozef Israëls
- David Bles
- Johan-Mengels Culverhouse
- Samuel-Leonardus Verveer
- Elchanon-Leonardus Verveer
- Johannes Bosboom
- Cornelis Springer
- Johannes Hubertus Leonardus de Haas
- Wouterus Verschuur
- Jean-Marie Reignier
- Auguste Bohm
- Baptistin Martin
- Hugues Martin
- Louis Maille-Saint-Prix
- Charles Loyeux
- William Borione
- Johan Jacob Bennetter
- Pierre-Émile Berthélemy
- Adelina-Margarita Hertl
- Jean Auguste Dubouloz
- Auguste Adrien Edmond de Goddes de Varennes